# Dave Baksh
David Nizaam Baksh (26 de juliol de 1980, Toronto, Ontario, Canadà) és el guitarrista de la banda de punk rock canadenca Sum 41, on va estar-hi 10 anys, des de 1996 fins al 2006 i des de 2015 torna a formar part de la banda. També és el guitarrista i segona veu de la banda de heavy metal/reggae Brown Brigade.

## Vida
Baksh és fill d'immigrants de Guyana que van anar a viure al Canadà. Està casat amb Jennifer Baksh i admira a grups com Anthrax, James Brown, Metallica, The Meters, Megadeth, Pantera, Arch Enemy, Judas Priest, Kool Herc, etc.

## Carrera
Baksh es va unir a Sum 41 com a tercer membre després de Deryck Whibley i Steve Jocz que havien format el grup durant l'estiu de 1996, addicionalment de ser guitarrista Baksh feia les segones veus. A l'onze de maig de 2006, Baksh va anunciar en un comunicat a través del seu representant que deixava Sum 41 per motius personals, ell va explicar que no podia continuar, creativament parlant, a Sum 41 sense ser una espina a la banda. Després del éxito de l'àlbum Chuck, va decidir que era hora de deixar Sum 41 i unir-se a Brown Brigade, la seva nova banda que va fundar juntament amb el seu cosí Vaughn i en la qual també toca la guitarra i fa els cors.

## Filmografia
| Any  | Pel·lícula | Personatge | Director           |
| ---- | ---------- | ---------- | ------------------ |
| 2005 | Dirty Love | Dave       | John Mallory Asher |

## Discografia de Sum 41
- Half Hour Of Power (1999/2000).
- All Killer No Filler (2001).
- Motivation EP (2002).
- Does This Look Infected? (2002)
- Does This Look Infected Too? (2002).
- Chuck (2004)
- Go Chuck Yourself (2005/2006)